# لعروسي رويبات أحمد
لعروسي رويبات أحمد. سياسي جزائري مستشار سابق لوسيط الجمهورية وسياسي ومناضل قديم في حزب جبهة التحرير الوطني ومؤسس حزب الوسيط السياسي.
وُلد في 14 أبريل 1954 بقرية الحمدة بلدية بئرغبالو دائرة بئر غبالو ولاية البويرة.